# لورنزو کالگاری
لورنزو کالگاری (متولد ۲۷ فوریه ۱۹۹۸) یک بازیکن فوتبال فرانسوی است که در پست هافبک در پاری سن ژرمن بازی می‌کند.